# Liste des épisodes d'Alvin et les Chipmunks
Voici une liste non exhaustive des épisodes de la série d'animation Alvin et les Chipmunks.
La série se divise en trois blocs, une première partie intitulée Alvin et les Chipmunks (saisons 1 à 5), une autre intitulée Les Chipmunks (saisons 6 et 7) et une troisième nommée Le cinéma des Chipmunks (saison 8).
En France, Canal+ a diffusé la première partie de la série et France 3 a diffusé les deux autres, ainsi que les épisodes spéciaux.

## Première saison (1983)
1. titre français inconnu / Les Chipettes (The C-Team / The Chipettes)
2. Oncle Harry / titre français inconnu (Uncle Harry / Rock 'n' Robot)
3. titres français inconnus (The Television Stars / The Cruise)
4. titre français inconnu (The Chipmunks Story)
5. titre français inconnu / S.O.S. Grands parents (Mr. Fabulous / Grandpa and Grandma Seville)
6. Chipmunk volant non identifié / La valse des mamans (Unidentified Flying Chipmunk / Mother's Day)
7. titre français inconnu / Le service de télégrammes chantés (The Chip-Punks / From Here to Fraternity)
8. Les Chipmunks des villes et des champs / titre français inconnu (Urban Chipmunk / The Incredible Shrinking Dave)
9. titre français inconnu / Très chère Gertrude (Angelic Alvin / The Trouble With Nanny)
10. titres français inconnu / Alvin et son sosie (The Bully Ballet / Alvin... and the Chipmunk)
11. titres français inconnus (Swiss Family Chipmunks / Santa Harry)
12. Le meilleur ami du chien / titre français inconnu (A Dog's Best Friend Is His Chipmunk / The Curse of Lontiki)
13. titre français inconnu / Que le meilleur gagne (Baseball Heroes / May the Best Chipmunk Win)

## Deuxième saison (1984)
1. titres français inconnus (The Chipmunk Who Bugged Me / Rich and Infamous)
2. titres français inconnus (Don't Be a Vidiot / A Horse, of Course)
3. titres français inconnus (The Camp Calomine Caper / Lights, Camera, Alvin)
4. Mission Émission / La balle de match (Some Entrancing Evening / Match Play)
5. titre français inconnu / La course à l'oscar (The Picture of Health / The Victrola Awards)
6. titre français inconnu / Le pécheur péché (Royalty Received / Gone Fishin')
7. K. Hip Hip Houra ! / C'est pas du gâteau (Setting the Record Straight / Father's Day Muffins)
8. Alvin, tu patines ! / Opération Théodore Quelconque (Alvin on Ice / Operation Theodore)
9. titre français inconnu / Alvin champion de ski (The Gang's All Here / Snow Job)
10. Japonaiseries / Le concours de beauté (Maids in Japan / My Fair Chipette)
11. Un peu de tenue / Quel cirque ! (New, Improved Simon / The Greatest Show-Offs on Earth)
12. titre français inconnu / A s'écrou...ler (Guardian Chipmunks / Carsick)
13. Chapeau, Alvin ! / Blanche peste (Hat Today Gone Tomorrow / Snow Wrong)

## Troisième saison (1985)
1. Silence, on tourne ! / titre français inconnu (Film Flam / The Secret Life of Dave Seville)
2. titres français inconnus (Who Ghost There? / Romancing Miss Stone)
3. titres français inconnus (A Chip Off the Old Tooth / Three Alarm Alvin)
4. titres français inconnus (Sisters / Court Action)
5. Ce brave vieux Simon / Les Chipmunks à Washington (Good Old Simon / The Chipmunks Go to Washington)
6. titres français inconnus (Soccer to Me / Every Chipmunk Tells A Story)
7. La part du gâteau / titre français inconnu (A Little Worm in the Big Apple / Staying Afloat)
8. L'histoire des Chipettes (The Chipette Story)
9. Ou face / La loi du plus riche (The Prize Isn't Right / The Gold of My Dreams)
10. titres français inconnus (Mind Over Matterhorn / Alvin's Oldest Fan)

## Quatrième saison (1986)
1. titre français inconnu (Help Wanted: Mommy)
2. titres français inconnus (Teevee or Not Teevee / A Rash of Babies)
3. titres français inconnus (Whatever Happened to Dave Seville? / Simon Seville, Superstar)
4. titres français inconnus (Miss Miller's Big Gamble / Sweet Smell of Success)
5. titre français inconnu (Cinderella? Cinderella!)
6. Une expérience explosive / titre français inconnu (Experiment in Error / How You Gonna Keep 'Em Down on the Farm?)
7. titres français inconnus (Middle-Aged Davey / I Love L.A.)
8. titres français inconnus (Chipmunk Vice / Hooping It Up)

## Cinquième saison (1987)
1. titres français inconnus (Back to Dave's Future / Tell It to the Judge)
2. titres français inconnus (Sincerely Theodore / My Pharaoh Lady)
3. titres français inconnus (Simon Says / When the Chips Are Down)
4. titres français inconnus (Alvin, Alvin, Alvin! / Dave's Dream Cabin)
5. titres français inconnus (Old Friends / The Mystery of Seville Manor)
6. titres français inconnus (Ask Alvin / Theodore Lucks Out)
7. titres français inconnus (Big Dreams / Island Fever)
8. titres français inconnus (Just One of the Girls / Goin’ Down to Dixie)

## Sixième saison (1988)
Les treize premiers épisodes furent produits par DIC et les 11 autres étaient produits par Murakami-Wolf-Swenson pour une diffusion en syndication, à la suite de la grève des scénaristes en 1988. 
1. Eau de rêve (Dreamlighting)[1] — diffusé le 10 septembre 1988
2. Élémentaire, mon cher Simon (Elementary, My Dear Simon) — diffusé le 17 septembre 1988
3. Le procès (The Brunch Club) — diffusé le 1er octobre 1988
4. Ventre plein tête pleine (Food for Thought) — diffusé le 15 octobre 1988
5. Vacances à Siesta Grande (Wings Over Siesta Grande) — diffusé le 2 décembre 1988 (en syndication)
6. L'île au trésor (Treasure Island) — diffusé le 29 octobre 1988
7. Chipmunkmania videoclip (Chipmunkmania) — diffusé le 5 décembre 1988 (en syndication)
8. Une journée de fous (Grounded Chipmunk) — diffusé le 6 décembre 1988 (en syndication)
9. Drôles de dames (Alvie's Angels) — diffusé le 7 décembre 1988 (en syndication)
10. Alvin aux armées (Cadet's Regrets) — diffusé le 8 décembre 1988 (en syndication)
11. Alvin en analyse (Alvin in Analysis) — diffusé le 9 décembre 1988 (en syndication)
12. La fiancée de Dave (Dave's Getting Married) — diffusé le 24 octobre 1988
13. Vive la solitude (No Chipmunk Is an Island) / Une étrange babysitter (Babysitter Fright Night) — diffusés le 8 octobre 1988
14. Le robot magique (Alvin's Summer Job) — diffusé le 22 octobre 1988
15. Il était une fois (Once Upon a Crime) — diffusé le 5 novembre 1988
16. Le fantôme (The Phantom) / Monsieur Muscle (Mad About Alvin) — diffusés le 12 novembre 1988
17. La visite de Vinny (Vinny's Visit) — diffusé le 19 novembre 1988
18. Tonton Casse-Cou (Uncle Adventure) / Shamus le lutin (Luck O' The Chipmunks) — diffusés le 26 novembre 1988
19. Théodore et Juliette (Theodore and Juliet) / Quaterback en Jupons (Quarterback In Curlers) — diffusés le 3 décembre 1988
20. Le mur (The Wall) [2] / Étonnants Chipmunks (The Amazing Chipmunks) — diffusés le 17 décembre 1988
21. Quelle vie de chien (Theodore's Life as a Dog) / La reine du bal (Queen of the High School Ballroom) — diffusés le 7 janvier 1989
22. Alvin au pays des médiums (Psychic Alvin) / L'étoffe d'un champion (A Special Kind of Champion) — diffusés le 14 janvier 1989
23. L'obsession d'Alvin (Alvin's Obsession) / Commandant de l'espace (Alvin's Not So Super Hero) — diffusés le 21 janvier 1989
24. Le cauchemar de Dave (Dave's Wonderful Life) — diffusé le 28 janvier 1989

## Septième saison (1989)
1. Cookie Chomper (Cookie Chomper III) — diffusé le 23 septembre 1989
2. À la recherche d'un foyer (Home Sweet Home) [3] / Drôle de métier (All Worked Up) — diffusés le 9 septembre 1989
3. Panique à la maison (Nightmare on Seville Street) / Y a-t-il un génie ? (Thinking Cap Trap) — diffusés le 16 septembre 1989
4. A bientôt George (Bye, George) / Un jour de la vie (A Day in the Life) — diffusés le 30 septembre 1989
5. Tel père, tel fils (Like Father, Like Son) / Docteur Simon et monsieur séducteur (Dr. Simon and Mr. Heartthrob) — diffusés le 7 octobre 1989
6. Trop hanché pour Dave (Too Hip to Be Dave) / Vive l'été (Hearts and Flowers) — diffusés le 14 octobre 1989
7. Détective privé (Maltese Chipmunk) / Cher journal intime (Dear Diary) — diffusés le 21 octobre 1989
8. L'exposition scientifique (Unfair Science) / L'arbre généalogique (Shaking the Family Tree) — diffusés le 28 octobre 1989
9. Voyage à l'intérieur de Dave (Inner Dave) / Titre français inconnu (The Legend of Sleeping Brittany) — diffusés le 11 novembre 1989
10. Lully assise (Three Chipmunks and a Puppy)[4] / Le fantôme du rock opéra (Phantom Of The Rock Opera) — diffusés le 25 novembre 1989
11. Le retour de Tonton Casse-Cou (The Return Of Uncle Adventure) / La princesse et le cochon (The Princess and the Pig) — diffusés le 2 décembre 1989
12. Alvin au pays imaginaire (Alvin in Neverland) — diffusé le 9 décembre 1989
13. Joyeux Noël Monsieur Carol (Merry Christmas, Mr. Carroll) — diffusé le 16 décembre 1989

## Huitième saison (1990)
La dernière saison est une saison consacrée au cinéma intitulée Le Cinéma des Chipmunks (The Chipmunks Go to the Movies), diffusée du 8 septembre au 1er décembre 1990.
1. Retour vers notre futur (Back to Our Future)
2. Plus grand (Bigger)
3. Kong (Kong!)
4. Batmunk (Batmunk)
5. Daytona Jones et la perle de sagesse (Daytona Jones and the Pearl of Wisdom)
6. L'absolu au-delà des frontières (Star Wreck: The Absolutely Final Frontier)
7. Robomunk (Robomunk)
8. V.E. le voyageur de l'espace (S.T. The Space Traveler)
9. Les vacances européennes d'un bouffon (Irrational Buffoon's European Vacation)
10. Chip Tracy (Chip Tracy)
11. Gremlionis (Gremlionis)
12. Sploosh (Sploosh)
13. Hey on a rétréci les adultes (Funny, We Shrunk the Adults)

## Hors-saison

### Épisodes spéciaux
- Un Noël de Chipmunk (A Chipmunk Christmas) — diffusé le 25 décembre 1981
- La Saint-Valentin (I Love the Chipmunks Valentine Special) — diffusé le 12 février 1984
- L'amour d'une mère (A Chipmunk Reunion) — diffusé le 13 avril 1985
- (Rockin' Through the Decades) — diffusé le 9 décembre 1990
- (Trick or Treason) — diffusé le 28 octobre 1994
- (A Chipmunk Celebration) — diffusé le 20 novembre 1994
- (The Easter Chipmunk) — diffusé le 14 avril 1995

### Films sortis directement en vidéo
- Alvin et les Chipmunks contre Frankenstein (Alvin and the Chipmunks Meet Frankenstein) — sorti le 28 septembre 1999
- Alvin et les Chipmunks et le loup-garou (Alvin and the Chipmunks Meet the Wolfman) — sorti le 29 août 2000
- (Little Alvin and the Mini-Munks) — sorti en 2004

### Films
- Les Aventures des Chipmunks (The Chipmunk Adventure) — film d'animation sorti le 22 mai 1987
- Alvin et les Chipmunks (Alvin and the Chipmunks) — film sorti le 14 décembre 2007
- Alvin et les Chipmunks 2 (Alvin and the Chipmunks: The Squeakquel) — film sorti le 23 décembre 2009
- Alvin et les Chipmunks 3 (Alvin and the Chipmunks: Chipwrecked) — film sorti le 21 décembre 2011
- Alvin et les Chipmunks : À fond la caisse (Alvin and the Chipmunks: The Road Chip) - film sorti le 18 décembre 2015